# Oskar Viedebantt
Oskar Viedebantt (* 18. September 1883 in Krefeld; † 15. Dezember 1945 in Ranis) war ein deutscher Althistoriker und Gymnasiallehrer.

## Leben und Werk
Oskar Viedebantt, der Sohn des Kaufmanns Franz Viedebantt und seiner Ehefrau Adele geb. Lettgau, besuchte das Gymnasium in Krefeld und studierte ab dem Sommersemester 1903 Klassische Philologie und Alte Geschichte an den Universitäten zu Münster, Marburg und Straßburg (bei Bruno Keil und Richard Reitzenstein), wo er am 10. Dezember 1908 zum Dr. phil. promoviert wurde und am 12. Dezember 1908 die Lehramtsprüfung bestand. Nach dem Vorbereitungsdienst in Landsberg an der Warthe und Potsdam unterrichtete er ab dem 1. April 1911 als Hilfslehrer am Viktoria-Gymnasium in Potsdam. Vom 1. Oktober 1911 bis zum 31. März 1912 wurde er zur Fortführung seiner wissenschaftlichen Arbeiten beurlaubt. Zum 1. Oktober 1912 wurde Viedebantt zum Oberlehrer ernannt. Zum 1. April 1917 wechselte er an das Kaiserin-Augusta-Gymnasium in Charlottenburg, wo er zum 1. April 1927 zum Direktor ernannt wurde. Am 1. Dezember 1930 wechselte er als Studiendirektor an das Gymnasium in Lingen an der Ems. 1931 wurde er zum ordentlichen Mitglied des Deutschen Archäologischen Instituts gewählt.
Während der Zeit des Nationalsozialismus passte er sich der herrschenden Ideologie an: Am 1. August 1933 trat er dem Nationalsozialistischen Lehrerbund bei; sein Mitgliedsantrag bei der NSDAP wurde am 1. Mai 1937 positiv beschieden (Mitgliedsnummer 4.616.321). Zum 1. Juli 1934 übernahm Viedebantt die Leitung des Gymnasiums in Jülich. Im Zuge der Gleichschaltung sorgte er dafür, dass die Schülerschaft fast vollständig in NS-Organisationen eintrat. Nach den schweren Luftangriffen auf Jülich während des Zweiten Weltkriegs wurde das Gymnasium am 3. September 1944 geschlossen. Viedebantt zog nach Ranis in Thüringen. Nach Kriegsende wurde er am 31. Mai 1945 in den vorläufigen Ruhestand versetzt. Er starb bereits am 15. Dezember 1945, bevor sich die Behörden mit seiner Entnazifizierung befassen konnten.
Viedebantts wissenschaftliche Arbeit war vor allem der antiken Metrologie (Maß- und Gewichtskunde) gewidmet, zu der er zahlreiche Studien verfasste. Im Auftrag von Walter Otto bereitete er ein Buch über Maß- und Gewichtswesen des Altertums für das Handbuch der Altertumswissenschaft vor, das aber nie erschien.

## Schriften (Auswahl)
- Quaestiones Epiphanianae metrologicae et criticae. Leipzig 1908 (Dissertation).
- Forschungen zur Metrologie des Altertums. Leipzig 1917.
- Antike Gewichtsnormen und Münzfüße. Berlin 1923.
- Seneca der Mensch, der Staatsmann und Philosoph, Band 1: Der Mensch und Staatsmann. Bielefeld/Leipzig 1927 (mehr nicht erschienen).
- Die Lingener Abiturienten 1832–1933. Auf Grund der Akten bearbeitet von Martin Skutella. Mit einem Anhang herausgegeben von Oskar Viedebantt. Lingen 1933.
- Forschungen zur Geschichte des ersten Heinsbergisch-Valkenburgischen Dynastengeschlechts. In: Publications de la Société Historique et Archéologique dans le Limbourg (PSHAL), Jg. 101 (1965), S. 123–158.